# Distrito de Kretinga
El distrito de Kretinga (lituano: Kretingos rajono savivaldybė) es un municipio-distrito lituano perteneciente a la provincia de Klaipėda.
En 2011 tiene 41 345 habitantes. Su capital es Kretinga.
Comprende las tierras interiores situadas al este de la localidad costera de Palanga.

## Subdivisiones
Se divide en 8 seniūnijos (entre paréntesis la localidad principal):
- Darbėnų seniūnija (Darbėnai)
- Imbarės seniūnija (Salantai)
- Kartenos seniūnija (Kartena)
- Kretingos seniūnija (Kretinga)
- Kretingos miesto seniūnija (Kretinga)
- Kūlupėnų seniūnija (Kūlupėnai)
- Salantų seniūnija (Salantai)
- Žalgirio seniūnija (Raguviškiai)